# Hièrocles (ministre)
Hièrocles (en llatí Hierocles, en grec Ἱεροκλῆς), va ser un esclau d'origen cari que es va convertir en conductor de carros i com a tal va atreure l'atenció de l'emperador Elagàbal. Ràpidament va ser un dels seus favorits, fins que va arribar a ser un dels ministres imperials que el recolzava en les seves disbauxes. Va seguir en el càrrec fins quasi al final del mandat de l'emperador, i era un dels que repartia els favors que Elagàbal volia concedir. Una mica abans de la mort d'Elagàbal va ser mort pels soldats durant un motí l'any 222.